# Listen (chanson de Beyoncé)
Pour les articles homonymes, voir Listen.
Singles de Beyoncé Knowles
Upgrade U
(2006) Hollywood
(2007)
Singles par film Dreamgirls
One Night Only
(2006) And I Am Telling You I'm Not Going
(2007)
Listen est une chanson R'n'B, et soul de 2006 enregistrée par la chanteuse américaine Beyoncé Knowles. La chanson a été écrite par Henry Krieger, Scott Cutler, Anne Preven, et Knowles, et a été produit par The Underdogs, Matt Sullivan et Randy Spendlove pour la bande originale du film musical de 2006 Dreamgirls. Listen est l'une des quatre compositions écrites spécialement pour le film Dreamgirls. Dans le film, le personnage de Knowles Deena Jones chante la chanson pour affirmer son indépendance à son mari qui la contrôle.
La chanson est sortie comme le premier single de l'album de la bande originale du film le 5 décembre 2006 aux États-Unis, apparaissant comme un morceau caché sur les éditions internationales du second album studio de Knowles, B'Day, et apparaît également sur l'édition Deluxe Édition du second LP de Knowles. La version espagnole de la chanson Oye est sorti sur le EP Irreemplazable et sur le second disque de la sortie de l'édition Deluxe espagnole de B'Day. Listen a été un succès critique, et il a gagné la meilleure chanson originale à la cérémonie annuelle des Critics' Choice Awards en 2007. Il a été également nommé pour l'oscar de la meilleure chanson originale en 2007.

## Contexte
Dans la version cinématographique de Dreamgirls, Knowles joue le personnage de Deena Jones, une chanteuse pop qui est fortement inspiré de la star des années 1960 de la Motown Diana Ross. L'histoire explore la vie de The Dreamettes, un groupe des années 1960 fictif de trois chanteuses — Effie White (joué par la chanteuse et actrice américaine Jennifer Hudson), Deena Jones et Lorrell Robinson (joué par la chanteuse et actrice américaine Anika Noni Rose) — qui sont ébranlés quand ils découvrent que leur manager manipulent leurs relations personnelles et professionnelles.
Au milieu du film, Effie, qui a été la première à avoir eu une relation avec leur manager, découvre qu'il l'a trahie; Effie a eu sa scène crescendo quand elle a chanté And I Am Telling You I'm Not Going, une chanson popularisée en 1982 par la chanteuse et actrice américaine Jennifer Holliday. Durant la seconde moitié du film, Curtis et Deena se disputent au dîner sur le désir de Deena de faire ses débuts au cinéma dans un film urbain au lieu d'un préquel de Cléopâtre que Curtis produit. Une colère de Curtis a affirmé son contrôle créatif et psychologique sur sa femme, informant Deena qu'il ne voulait pas que quelqu'un d'autre « s'occupe » d'elle, car, dans ses paroles, il dit « personne ne sais comment je t'est fais ». Contrastée avec Effie, Curtis raconte qu'il a mis Deena en tant que chanteuse principale des Dreams parce que sa voix « n'a pas de personnalité. Aucune profondeur. Sauf pour celui qui t'a mis là-dedans ».
Dans le contexte du film, Listen est une chanson de 1975 que Deena enregistre chez Rainbow Records, un empire d'enregistrement établi par Curtis. Comme la plupart des chansons dans le filmDreamgirls, cette chanson sert à deux fins. Elle a en fait enregistré la chanson dans une cabine comme une piste, mais la chanson révèle également le dégoût croissant de Deena (comme les paroles du refrain qui sont modifiés légèrement durant la chanson, ) et d'être considéré comme un simple bien de Curtis,. Employée dans le film comme un enregistrement de dernière minute par Deena avant de quitter Curtis « pour trouver sa propre voie en tant que femme nouvellement indépendante », la coauteur de la chanson Anne Preven appelle Listen une chanson où « Deena s'est exclamé, disant « Tu ne sais pas qui je suis, et je sais ce que je fais. » ».

## Composition
À la lecture du script pour Dreamgirls, le réalisateur Bill Condon a estimé que la seconde moitié du film avait besoin d'une chanson. La « force émotionnelle » de And I Am Telling You I'm Not Going l'a amené à demander à l'équipe musicale de Dreamgirls « de créer une nouvelle chanson émouvante pour dynamiser la deuxième partie ». Dirigée par Henry Krieger, le compositeur de la version originale de la comédie musicale de Broadway et de 1981 Dreamgirls, la chanson a été écrite avec l'aide de Scott Cutler, Preven, et Knowles. La chanson est produit le duo de production R'n'B-pop The Underdogs. Listen est l'une des quatre chansons écrites pour la version cinématographique de Dreamgirls.
Listen est une chanson soul avec des influences de ballades,,, interprété dans un rythme plutôt lent. Définit sur une signature rythmique de 4/4, elle a été composée dans le tonalité de Si majeur. Les paroles ont été écrites dans la forme traditionnelle couplet-refrain. Un pont suit après avoir répété le motif et ce pont se termine dans un autre refrain. La musique de la chanson prend son instrumentation de la basse, de violoncelles, de tambours, de guitares, de claviers, de percussions, d'altos, et de violons.

## Sortie

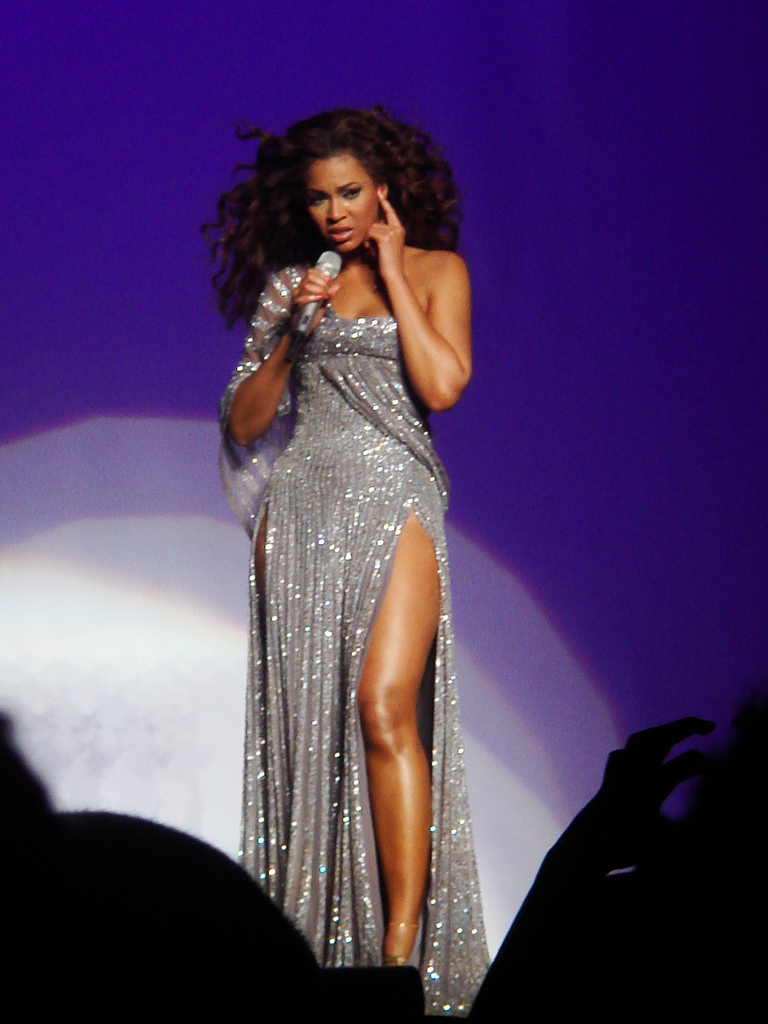
Knowles interprétant Listen durant la tournée de concerts The Beyoncé Experience.

Listen est sorti comme le premier single de l'album de la bande originale du film Dreamgirls: Music from the Motion Picture. Knowles a enregistré une introduction pour Listen intitulé Encore to the Fans, et la chanson et l'introduction sont présentes en tant que pistes bonus des éditions internationales du second album solo de Knowles B'Day. Aux États-Unis, Listen est sorti comme un CD single le 29 janvier 2007, avec son album et les versions internationales. Une version espagnole de la chanson, Oye, a été produite et sortie sur l'édition deluxe de B'Day.
En 2009, Listen a été repris par le chanteur italien Valerio Scanu.

### Réception de la critique
Knowles a reçu des critiques positives pour Listen, dont la plupart ont complimenté sa performance vocale. Un critique de Pitchfork a déclare que « quand Beyoncé chante à plein poumons le refrain, l'inspiration est réelle, tangible, et contagieuse. ». Chuck Taylor du magazine Billboard écrit, « Beyoncé délivre la performance de sa carrière sur Listen, un autre moment décisif dans ce film brillant [en plus de And I Am Telling You I'm Not Going de Hudson]. Dans cette ballade terriblement belle, elle vibre d'émotion évocatrice, la haussant vers de nouveaux sommets le long d'une mélodie envoûtante d'or avec une production chevronnée et sensible. ». Peter Travers du magazine Rolling Stone a noté que la chanson « ajoute du grain et une gravité touchante de Deena. ». La critique de Jody Rosen de Entertainment Weekly a été moins impressionné, décrivant Listen comme « poisseux » et « une ballade inspirée de « la chanson dans mon cœur », qui s'appuie à l'aboutissement d'un énorme opéra camelote. ».
Listen a été nommé pour la meilleure chanson originale aux International Press Academy Satellite Award 2006 et en 2007 pour les Golden Globe Awards et les Oscars,. Également en 2007, Dreamgirls a reçu sept nominations à la 12e cérémonie annuelle des Critics' Choice Awards, où le film gagne quatre prix, dont celui de la meilleure chanson originale pour Listen.
À la cérémonie des Oscars, Knowles n'a pas été répertorié comme l'un des lauréats. Elle est officiellement l'une des quatre auteurs de la chanson, mais selon la règle 16 de l'académie, seulement les trois contributeurs les plus majeurs de la chanson sont admissibles. Le comité exécutif de l'organisation avait décidé, lors de leur réunion en décembre de la même année, que la contribution de Knowles était la plus faible,.

## Clip vidéo
Le premier clip vidéo fait sa première dans Making the Video de MTV  le 28 novembre 2006. Les autres clips vidéos ont été diffusés sur Internet et l'un est présent dans le DVD spécial de Dreamgirls. Au total Listen a donc eu trois clips vidéos officielles différents.
Version performance
Cette vidéo, qui a été réalisé par Diane Martel, montre Knowles se promenant dans une salle de spectacle en tenue de ville moderne en interprétant la chanson. Une fois qu'elle arrive sur scène et au pont de la chanson, elle apparaît dans le costume de Deena, vêtue d'une robe des années 1970. Entrecoupés dans la vidéo, il y a des scènes de Dreamgirls, dont la plupart qui montrent représentent les relations de Deena avec Curtis. Ces clips, toutefois, ont été retirés de la version coupée du réalisateur de la vidéo; cette version apparaît sur le B'Day Anthology Video Album. Dans sa première tenue, Beyoncé est vu portant un t-shirt Wonder Woman. Beyoncé a déclaré qu'avant elle adorerait jouer Wonder Woman.
Version shoot de Vogue
Le clip vidéo, réalisée par Matthew Rolston montre Knowles portant un débardeur moderne, interprétant la chanson sur un fond blanc vide et est entrecoupé des scènes de la séance photo du magazine Vogue. Ces scènes sont remplacés par une séance de photos au sein de son film Dreamgirls pour la version diffusée. Dans cette version, Knowles est vu poser pour une séance photo dans lequel elle porte des vêtements étranges. Plus le tournage progresse, il devient de plus en plus évident que Knowles n'est pas heureux de la réalisation de la séance et quand elle est en train de tenir un oiseau avec elle arrive à bout, s'éloigne et enlève son débardeur et son short en dessous. Elle monte ensuite l'escalier de l'immeuble pour aller sur le toit et termine en chantant la chanson. Cette version apparaît sur la sortie DVD de Dreamgirls avec la séance photo originale remplacé par des scènes du film.
Version shoot de Vogue director's cut
Matthew Rolston sort un director's cut de son clip vidéo où on voit Knowles portant un débardeur moderne, interprétant la chanson sur un fond blanc vide et entrecoupée des scènes de la séance photo du magazine Vogue au lieu des scènes de Dreamgirls. Dans cette version, Knowles est vu poser pour une séance photo dans lequel elle porte des vêtements étranges et entrecoupée de quelques scène où Knowles chante soit contre un fond blanc ou noir. Plus le tournage progresse, il devient de plus en plus évident que Knowles n'est pas heureux de la réalisation de la séance et quand elle est en train de tenir un oiseau avec elle arrive à bout, s'éloigne et enlève son débardeur et son short en dessous. Elle monte ensuite l'escalier de l'immeuble pour aller sur le toit et termine en chantant la chanson.

## Ventes
Listen est entré et sorti du UK Top 40 à trois reprises, la première fois en février 2007 où le single entre à la 31e place avant de partir et finalement prendre la 16e en mars de la même année. En décembre 2008, Alexandra Burke interprète la chanson lors de la 8e semaine de la saison 5 de The X Factor, qui cause la ré-entrée de la chanson dans le UK Singles Chart à la 53e place, qui est une position plus élevée qu'il a atteint aux États-Unis à sa sortie initiale, où il atteint la 61e position. À la finale de The X Factor, Burke, qui allait devenir la gagnante, a interprété Listen en duo avec Knowles. Le 21 décembre 2008, la chanson atteint la huitième place du classement, avec ses meilleures ventes à 28 000 exemplaires. La semaine suivante Listen est tombé à la 30e place et est resté dans le Top 40 pendant deux semaines supplémentaires. Les ventes du single s'élève désormais à près de 120 000 exemplaires.

## Reprise
Cette chanson a été reprise dans la série musicale Glee, dans la saison 2, par Sunshine Corazon (jouée par Charice Pempengco). Elle dit avant de chanter que cette chanson vient du film Dreamgirls, et un autre personnage de la série, Rachel Berry, précise que c'était auparavant une comédie à Broadway.

## Liste des pistes
CD single États-Unis
1. Listen (Version album)
2. Listen (Instrumentale)

CD single Internationale
1. Listen : 3:40
2. Irreplaceable (DJ Speedy Remix) : 4:21

CD single Belgique
1. Listen : 3:40
2. Irreplaceable (Maurice Joshua Remix Edit) : 4:04

## Classements
| Classement ,                         | Meilleure position |
| ------------------------------------ | ------------------ |
| Autriche                             | 32                 |
| Allemagne                            | 18                 |
| Irlande                              | 6                  |
| Italie                               | 3                  |
| Suisse                               | 10                 |
| U.S. Billboard Hot 100               | 61                 |
| U.S. Billboard Hot R&B/Hip-Hop Songs | 23                 |
| U.S. Billboard Pop 100               | 56                 |
| Royaume-Uni                          | 8                  |